# ゆめタウン呉
ゆめタウン呉（ゆめタウンくれ）は、広島県呉市にあるショッピングセンター。呉駅前再開発でイズミのプランが採用され、呉市最大のショッピングセンターとして2004年（平成16年）9月8日に開業した。

## 沿革
- 2004年（平成16年）9月8日 - 開業。
- 2021年（令和3年）9月3日 - 開店前の午前8時35分頃、入口近くで従業員が刺されて死亡するという事件が発生[2][3][4][5][6]。

## 交通アクセス
- JR西日本呉線呉駅、および隣の呉中央桟橋から歩道橋で直結。

## 周辺施設
- 呉市海事歴史科学館（大和ミュージアム）
- 海上自衛隊呉史料館（てつのくじら館）
  - この2施設はゆめタウン呉の南側にあり、大和ミュージアムには店舗にも直結した歩道橋を通って行くことができる。